# 上海国际学校
上海国际学校是指中华人民共和国上海市境內的國際學校。在上海，外籍人士可以前往国际学校、双语学校和公立学校国际部就讀。截至2010年，上海市境內已有32所國際學校。上海國際學校的教育體制主要沿用北美和歐洲的教學制度。學生畢業後主要前往北美以及英國的大學就讀。

## 上海国际学校
- 上海不列颠英国外籍人员子女学校
- 上海英国外籍人员子女学校（英语：British International School Shanghai）
- 上海协和国际学校[9]
- 上海德威外籍人员子女学校
- 上海法國學校
- 复旦大学附属中学国际部（英语：Fudan International School）
- 上海德国学校
- 上海哈罗国际学校
- 上海虹桥国际外籍人员子女学校[10]
- 上海英国国际学校（英语：Nord Anglia International School Shanghai Pudong）
- 美童公学
- 上海长宁国际学校
- 上海中学国际部
- 上海日本人学校
- 上海李文斯顿美国学校（英语：Shanghai Livingston American School）
- 上海市平和双语学校
- 上海七宝德怀特高级中学
- 上海新加坡外籍人员子女学校
- 上海协和双语学校
- 上海市世界外国语中学
- 上海市民办中芯学校
- 上海英国学校浦西校区（英语：The British International School Shanghai, Puxi Campus）
- 上海惠灵顿外籍人员子女学校
- 上海西华国际学校（英语：Western International School of Shanghai）
- 上海耀中国际学校
- 上海耀华国际双语学校（英语：Yew Wah School of Shanghai）
- 包玉刚实验学校
- 上海市宋慶齡學校